# Luiz Carlos de Andrade Lima
Luiz Carlos de Andrade Lima (Curitiba, 26 de setembro de 1933 — Curitiba, 18 de março de 1998) foi um professor, pintor figurativo expressionista, gravador, poeta, escultor e desenhista brasileiro.

## Biografia e carreira
Luiz Carlos demonstrou interesse pela pintura desde criança; aos 19 anos recebeu sua primeira premiação.
Bacharelou-se em pintura pela Escola de Belas-Artes do Paraná, atualmente integrada a Universidade Estadual do Paraná, e licenciou-se em desenho pela Pontifícia Universidade Católica do Paraná. Lecionou em diversos colégios e faculdades de Curitiba.
Em 1993, recebeu o Prêmio Cidade de Curitiba 300 Anos como melhor Pintor. Em 1994, o Governo do Estado do Paraná homenageou-o com o título de Cidadão Benemérito do Paraná.